# لاس فيغاس (نيومكسيكو)
لاس فيغاس (بالإنجليزية: Las Vegas)‏ هي إحدى مدن ولاية نيومكسيكو في الولايات المتحدة الأمريكية.

## التركيبة السكانية
حدّد مكتب تعداد الولايات المتحدة بيانات التركيبة السكانية للاس فيغاس في تعداد الولايات المتحدة. في ما يلي، التركيبة السكانية حسب تعدادي 2000 و2010.

### تعداد عام 2000
بلغ عدد سكان لاس فيغاس 14,565 نسمة بحسب تعداد عام 2000، وبلغ عدد الأسر 5,588 أسرة وعدد العائلات 3,561 عائلة مقيمة في المدينة. في حين سجلت الكثافة السكانية 718.5 نسمة لكل كيلومتر مربع (1,860.9/ميل2). وبلغ عدد الوحدات السكنية 6,366 وحدة بمتوسط كثافة قدره 314.1 لكل كيلومتر مربع (813.5/ميل2).
وتوزع التركيب العرقي للمدينة بنسبة 54.21% من البيض و0.99% من الأمريكيين الأفارقة و1.96% من الأمريكيين الأصليين و0.61% من الأمريكيين ذوي الأصول الآسيوية و0.10% من سكان جزر المحيط الهادئ و37.19% من الأعراق الأخرى و4.95% من عرقين مختلطين أو أكثر و82.94% من الهسبانيون أو اللاتينيون من أي عرق.
بلغ عدد الأسر 5,588 أسرة كانت نسبة 37.9% منها لديها أطفال تحت سن الثامنة عشر تعيش معهم، وبلغت نسبة الأزواج القاطنين مع بعضهم البعض 36% من أصل المجموع الكلي للأسر، ونسبة 21.2% من الأسر كان لديها معيلات من الإناث دون وجود شريك،  بينما كانت نسبة 6.6% من الأسر لديها معيلون من الذكور دون وجود شريكة وكانت نسبة 36.3% من غير العائلات. تألفت نسبة 30.4% من أصل جميع الأسر من عدة أفراد يعيشون في نفس المنزل ونسبة 9.7% كانت تتألف من شخص يعيش بمفرده يبلغ من العمر 65 عاماً أو أكثر. وبلغ متوسط حجم الأسرة المعيشية 2.48، أما متوسط حجم العائلات فبلغ 3.08.
بلغ العمر الوسطي للسكان 34.0 عاماً. وكانت نسبة 26.3% من القاطنين تحت سن الثامنة عشر، وكانت نسبة 10.5% بين الثامنة عشر والرابعة والعشرين عاماً، ونسبة 25.5% كانت واقعةً في الفئة العمرية ما بين الخامسة والعشرين والرابعة والأربعين عاماً، ونسبة 20.8% كانت ما بين الخامسة والأربعين والرابعة والستين، ونسبة 11.9% كانت ضمن فئة الخامسة والستين عاماً فما فوق. يوجد لكل 100 أنثى 89.9 ذكر، ويوجد لكل 100 أنثى في الثامنة عشر من عمرها فما فوق 85.3 ذكر.
بلغ متوسط دخل الأسرة في المدينة 24,214 دولارًا، أما متوسط دخل العائلة فبلغ 29,797 دولارًا. وكان متوسط دخل الذكور 26,319 دولارًا مقابل 21,731 دولارًا للإناث. وسجل دخل الفرد الخاص بالمدينة 12,619 دولارًا. وكانت نسبة 24.3% من العائلات ونسبة 27.8% من السكان تحت خط الفقر، وكان من هؤلاء نسبة 35.9% تحت سن الثامنة عشر ونسبة 20.1% في الخامسة والستين من العمر وما فوق.

### تعداد عام 2010
بلغ عدد سكان لاس فيغاس 13,753 نسمة بحسب تعداد عام 2010، وبلغ عدد الأسر 5,751 أسرة وعدد العائلات 3,200 عائلة مقيمة في المدينة. في حين سجلت الكثافة السكانية 678.5 نسمة لكل كيلومتر مربع (1,757.3/ميل2). وبلغ عدد الوحدات السكنية 6,609 وحدة بمتوسط كثافة قدره 326 لكل كيلومتر مربع (844.3/ميل2).
وتوزع التركيب العرقي للمدينة بنسبة 64.88% من البيض و1.93% من الأمريكيين الأفارقة و2.14% من الأمريكيين الأصليين و0.95% من الأمريكيين ذوي الأصول الآسيوية و0.16% من سكان جزر المحيط الهادئ و26.26% من الأعراق الأخرى و3.69% من عرقين مختلطين أو أكثر و80.48% من الهسبانيون أو اللاتينيون من أي عرق.
بلغ عدد الأسر 5,751 أسرة كانت نسبة 28.5% منها لديها أطفال تحت سن الثامنة عشر تعيش معهم، وبلغت نسبة الأزواج القاطنين مع بعضهم البعض 29.6% من أصل المجموع الكلي للأسر، ونسبة 18.9% من الأسر كان لديها معيلات من الإناث دون وجود شريك،  بينما كانت نسبة 7.1% من الأسر لديها معيلون من الذكور دون وجود شريكة وكانت نسبة 44.4% من غير العائلات. تألفت نسبة 36.7% من أصل جميع الأسر من عدة أفراد يعيشون في نفس المنزل ونسبة 12.1% كانت تتألف من شخص يعيش بمفرده يبلغ من العمر 65 عاماً أو أكثر. وبلغ متوسط حجم الأسرة المعيشية 2.26، أما متوسط حجم العائلات فبلغ 2.93.
بلغ العمر الوسطي للسكان 37.6 عاماً. وكانت نسبة 21.5% من القاطنين تحت سن الثامنة عشر، وكانت نسبة 14% بين الثامنة عشر والرابعة والعشرين عاماً، ونسبة 22.2% كانت واقعةً في الفئة العمرية ما بين الخامسة والعشرين والرابعة والأربعين عاماً، ونسبة 27.5% كانت ما بين الخامسة والأربعين والرابعة والستين، ونسبة 14.7% كانت ضمن فئة الخامسة والستين عاماً فما فوق. وتوزع التركيب الجنسي للسكان بنسبة 49% ذكور و51% إناث.

## المناخ
يظهر الجدول التالي التغييرات المناخية على مدار السنة للاس فيغاس:
| البيانات المناخية لـلاس فيغاس               | البيانات المناخية لـلاس فيغاس | البيانات المناخية لـلاس فيغاس | البيانات المناخية لـلاس فيغاس | البيانات المناخية لـلاس فيغاس | البيانات المناخية لـلاس فيغاس | البيانات المناخية لـلاس فيغاس | البيانات المناخية لـلاس فيغاس | البيانات المناخية لـلاس فيغاس | البيانات المناخية لـلاس فيغاس | البيانات المناخية لـلاس فيغاس | البيانات المناخية لـلاس فيغاس | البيانات المناخية لـلاس فيغاس | البيانات المناخية لـلاس فيغاس |
| الشهر                                       | يناير                         | فبراير                        | مارس                          | أبريل                         | مايو                          | يونيو                         | يوليو                         | أغسطس                         | سبتمبر                        | أكتوبر                        | نوفمبر                        | ديسمبر                        | المعدل السنوي                 |
| ------------------------------------------- | ----------------------------- | ----------------------------- | ----------------------------- | ----------------------------- | ----------------------------- | ----------------------------- | ----------------------------- | ----------------------------- | ----------------------------- | ----------------------------- | ----------------------------- | ----------------------------- | ----------------------------- |
| الدرجة القصوى °ف (°م)                       | 72 (22)                       | 74 (23)                       | 81 (27)                       | 85 (29)                       | 95 (35)                       | 99 (37)                       | 98 (37)                       | 94 (34)                       | 94 (34)                       | 86 (30)                       | 80 (27)                       | 73 (23)                       | 99 (37)                       |
| متوسط درجة الحرارة الكبرى °ف (°م)           | 45.6 (7.6)                    | 48.7 (9.3)                    | 54.5 (12.5)                   | 62.8 (17.1)                   | 71.5 (21.9)                   | 80.9 (27.2)                   | 83.4 (28.6)                   | 81.0 (27.2)                   | 75.4 (24.1)                   | 66.3 (19.1)                   | 54.2 (12.3)                   | 46.8 (8.2)                    | 64.3 (17.9)                   |
| متوسط درجة الحرارة الصغرى °ف (°م)           | 18.4 (−7.6)                   | 20.8 (−6.2)                   | 25.2 (−3.8)                   | 32.5 (0.3)                    | 41.1 (5.1)                    | 49.6 (9.8)                    | 54.1 (12.3)                   | 52.8 (11.6)                   | 46.5 (8.1)                    | 36.4 (2.4)                    | 25.6 (−3.6)                   | 19.5 (−6.9)                   | 35.2 (1.8)                    |
| أدنى درجة حرارة °ف (°م)                     | −26 (−32)                     | −23 (−31)                     | −16 (−27)                     | −2 (−19)                      | 17 (−8)                       | 32 (0)                        | 37 (3)                        | 39 (4)                        | 23 (−5)                       | 3 (−16)                       | −12 (−24)                     | −14 (−26)                     | −26 (−32)                     |
| الهطول إنش (مم)                             | 0.32 (8.1)                    | 0.36 (9.1)                    | 0.61 (15)                     | 0.85 (22)                     | 1.58 (40)                     | 1.85 (47)                     | 3.05 (77)                     | 3.42 (87)                     | 1.86 (47)                     | 1.17 (30)                     | 0.59 (15)                     | 0.51 (13)                     | 16.18 (411)                   |
| متوسط تساقط الثلوج إنش (سم)                 | 6.4 (16)                      | 6.1 (15)                      | 6.9 (18)                      | 4.1 (10)                      | 0.6 (1.5)                     | 0.1 (0.25)                    | 0 (0)                         | 0 (0)                         | 0 (0)                         | 1.8 (4.6)                     | 4.4 (11)                      | 7.4 (19)                      | 37.7 (96)                     |
| المصدر: The Western Regional Climate Center |                               |                               |                               |                               |                               |                               |                               |                               |                               |                               |                               |                               |                               |

## أعلام
- ميغيل أنطونيو أوتيرو
- والدو هنري روجرز
- ويليام إل. ألين
- هارون غراهام
- جيمس إي. كوب